# Mvog-Mbi
Mvog-Mbi est un quartier à habitat spontané localisé dans le nord de la commune de Yaoundé IV.

## Historique
Le mot « Mvog-Mbi » vient du nom des peuples autochtones de ce quartier populaire de Yaoundé, la capitale politique du Cameroun. Ces premiers occupants ont pour ancêtre commun Mbi Mengue qui est le descendant de Tsungui Mballa.

## Situation géographique
Mvog-Mbi est voisin à l'Est du quartier Kondengui. Au nord se trouvent Mvog-Ada et le centre-ville. Au Sud, nous avons le secteur de Mvog Atangana Mballa.

## Éducation
Plusieurs écoles primaires existent au quartier Mvog-Mbi. L'Institut Universitaire Siantou y est aussi localisé.

## Activités économiques et culturelles
Le quartier Mvog-Mbi abrite un important marché de vivres frais. Il s'agit de l'un des principaux marchés nocturnes de la ville de Yaoundé.
Il existe plusieurs bars, snacks et cabarets dans ce quartier cosmopolite. L'un des points de référence est l'espace culturel Quartier Mozart créé par le réalisateur camerounais Jean Pierre Bekolo, auteur du film franco-camerounais éponyme. Quartier Mozart, œuvre cinématographique ayant reçu de nombreux prix, a été tourné en 1992, dans la zone "Etam Bafia" reliant Kondengui et Mvog-Mbi. Long métrage trentenaire en 2022, Quartier Mozart est à présent un centre culturel camerounais, siège du Festival Etam Bafia Art.